# العلاقات الأمريكية المدغشقرية
العلاقات الأمريكية المدغشقرية هي العلاقات الثنائية التي تجمع بين الولايات المتحدة ومدغشقر.

## مقارنة بين البلدين
هذه مقارنة عامة ومرجعية للدولتين:
| وجه المقارنة                                              | الولايات المتحدة                                                                                                  | مدغشقر                      |
| --------------------------------------------------------- | --- | --------------------------- |
| المساحة (كم2)                                             | 9.83 مليون | 587.04 ألف                  |
| عدد السكان (نسمة)                                         | 311.58 مليون | 25.57 مليون                 |
| الكثافة السكانية (ن./كم²)                                 | 31.7 | 43.56                       |
| العاصمة                                                   | واشنطن العاصمة | أنتاناناريفو                |
| اللغة الرسمية                                             | لغة إنجليزية | اللغة الملغاشية، لغة فرنسية |
| العملة                                                    | دولار أمريكي | أرياري مدغشقري              |
| الناتج المحلي الإجمالي (بليون دولار)                      | 19.39 تريليون | 11.50 مليار                 |
| الناتج المحلي الإجمالي (تعادل القوة الشرائية) بليون دولار | 18.04 تريليون | 35.51 مليار                 |
| الناتج المحلي الإجمالي الاسمي للفرد دولار أمريكي          | 56.12 ألف | 401                         |
| الناتج المحلي الإجمالي للفرد دولار أمريكي                 | 54.63 ألف | 1.44 ألف                    |
| مؤشر التنمية البشرية                                      | 0.920 | 0.510                       |
| رمز المكالمات الدولي                                      | +1 | +261                        |
| رمز الإنترنت                                              | .us، حكومة، .mil، Edu.                                                                                            | .mg                         |
| المنطقة الزمنية                                           | توقيت ساموا الأمريكية، توقيت أطلنطي موحد، منطقة زمنية وسطى، توقيت ألاسكا ‏، المنطقة الزمنية الجبلية، توقيت تشامرو ‏ | ت ع م+03:00                 |

## منظمات دولية مشتركة
يشترك البلدان في عضوية مجموعة من المنظمات الدولية، منها:
| علم المنظمة | اسم المنظمة                               | تاريخ انضمام الولايات المتحدة | تاريخ انضمام مدغشقر |
| ----------- | ----------------------------------------- | ----------------------------- | ------------------- |
|             | الفريق المعني برصد الأرض                  | ?                             | ?                   |
|             | منظمة حظر الأسلحة الكيميائية              | ?                             | ?                   |
|             | الاتحاد الدولي للاتصالات                  | 1 يوليو 1908                  | 11 مايو 1961        |
|             | منظمة الشرطة الجنائية الدولية             | ?                             | ?                   |
|             | البنك الإفريقي للتنمية                    | ?                             | ?                   |
|             | المركز الدولي لتسوية المنازعات الاستشارية | 14 أكتوبر 1966                | 14 أكتوبر 1966      |
|             | وكالة ضمان الاستثمار متعدد الأطراف        | 12 أبريل 1988                 | 8 يونيو 1988        |
|             | منظمة التجارة العالمية                    | ?                             | ?                   |
|             | يونسكو                                    | 4 نوفمبر 1946                 | 10 نوفمبر 1960      |
|             | مؤسسة التنمية الدولية                     | 24 سبتمبر 1960                | 25 سبتمبر 1963      |
|             | الأمم المتحدة                             | 24 أكتوبر 1945                | 20 سبتمبر 1960      |
|             | الاتحاد البريدي العالمي                   | ?                             | ?                   |
|             | البنك الدولي للإنشاء والتعمير             | 27 ديسمبر 1945                | 25 سبتمبر 1963      |
|             | مؤسسة التمويل الدولية                     | 20 يوليو 1956                 | 27 سبتمبر 1963      |

## أعلام
هذه قائمة لبعض الشخصيات التي تربطها علاقات بالبلدين:
- جيريمي إبوبيس (لاعب كرة قدم من الولايات المتحدة الأمريكية، 14 فبراير 1997[25] – )
- دامون واينز (4 سبتمبر 1960[26] – )
- رحمن علي (ملاكم من الولايات المتحدة الأمريكية، 18 يوليو 1943 – )
- شون وايانز (19 يناير 1971[27][28] – )
- فريدريك درو جريجور (رائد فضاء أمريكي، 7 يناير 1941 – )
- كاثرين دنهام (22 يونيو 1909[29][30][31] – 21 مايو 2006[29][30][32])
- كاسيوس مارسيلوس كلاي الأب (فنان أمريكي، 11 نوفمبر 1912 – 8 فبراير 1990)
- كيم ايانز (16 أكتوبر 1961[33] – )
- كينن آيفوري وايانس (ممثل أمريكي، 8 يونيو 1958[34] – )
- ليلى محمد علي (ملاكمة من الولايات المتحدة الأمريكية، 30 ديسمبر 1977[35][36] – )
- مارلون ويانز (23 يوليو 1972[37][38] – )
- محمد علي (ملاكم أمريكي من أصول أفريقية، 17 يناير 1942[39][40][41] – 3 يونيو 2016[39][40][41])
- ويليام هاستي (17 نوفمبر 1904[42] – 14 أبريل 1976[42])

## وصلات خارجية
- موقع وزارة الخارجية الأمريكية